# Völkerball (Band)
Völkerball ist eine 2008 gegründete Tribute-Band aus Koblenz. Sänger und Frontmann ist René Anlauff. Die Band covert ausschließlich Lieder der Berliner NDH-Band Rammstein. Auch Bühnenshow, Pyrotechnik, Kostüme und Bühnendekoration ähneln der von Rammstein.

## Geschichte

### Anfänge und eigenes Album
Der Name von Völkerball wird stets ergänzt mit dem Untertitel A Tribute to Rammstein. Die Band wurde 2008 von René Anlauff (* 23. Mai 1972 in Iserlohn als Pierre-René Schulte), Tobias Kaiser (* 24. Juni 1979), Claus Huckriede (* 3. Januar 1975 in Mendig), Dirk Oechsle, Marco Vetter und Tilmann Carbow (* 4. März) gegründet. René Anlauff, Claus Huckriede und Tobias Kaiser spielten zuvor bereits gemeinsam bei der Coverband Vampire. Der Name Völkerball leitet sich von der Rammstein-Konzert-DVD Völkerball und dem dazugehörigen Live-Album aus dem Jahr 2006 ab. Die Band tritt überwiegend in Deutschland auf und singt Lieder der Gruppe Rammstein und einige Lieder der Gruppe Heldmaschine. Nachdem Huckriede 2010 die Band verlassen hatte, wurde Andreas Schanowski (* 25. März 1988) neuer Keyboarder.
2012 erschien mit Weichen + Zunder das erste eigene Album der Band. Das Album beinhaltet zwölf Titel, wovon elf Lieder Eigenkompositionen sind. Als letzten Titel coverte die Band La Paloma von Hans Albers. Musikalisch und stilistisch orientiert sich das Album an den Rammstein-Alben Herzeleid und Sehnsucht. Mit den Stakkato-Gitarren, den elektronischen Parts und dem markanten Gesang von Anlauff gelingt der Band eine große Nähe zu ihren Vorbildern.

### Bandsplit: Geburt der Heldmaschine
2013 entschied man sich alle nicht gecoverten Songs, so wie alle Lieder vom Album Weichen + Zunder, unter dem Namen Heldmaschine zu vertreiben und unter diesem Namen damit auf Konzerten aufzutreten. So konnte man die zuvor entstandenen Missverständnisse umgehen, da das Publikum erwartete, dass die Rammstein-Coverband Völkerball ausschließlich auch Rammstein-Lieder auf Konzerten spielte, und keine davon abweichenden, bzw. eigene Songs.

### Seit 2013
Marco Vetter verließ die Band 2013 und stand als Gitarrist nur für Heldmaschine zur Verfügung. Björn Müller (* 2. September 1976 in Bonn) ersetzte Vetter als Gitarristen.
Neben ihren Tourauftritten erschien die Band auch auf Festivals und anderen Musikveranstaltungen. So war Völkerball beispielsweise wichtiger Bestandteil von Rock in Bad Ems oder dem Rurseefest bei Düren. Die Band ist in Rheinland-Pfalz, Nordrhein-Westfalen, Niedersachsen, aber auch in den neuen Bundesländern populär.

## Bandmitglieder

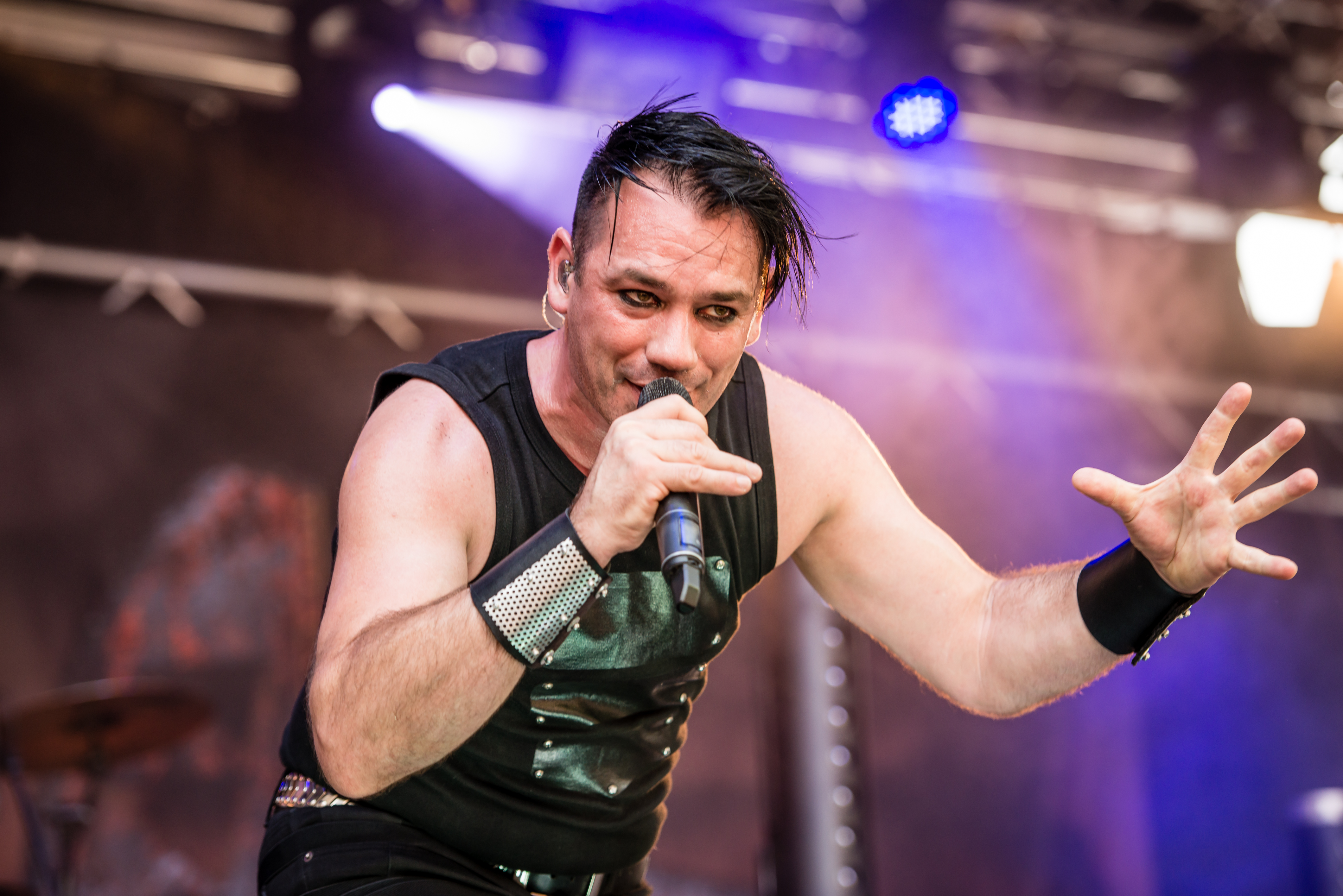
René Anlauff
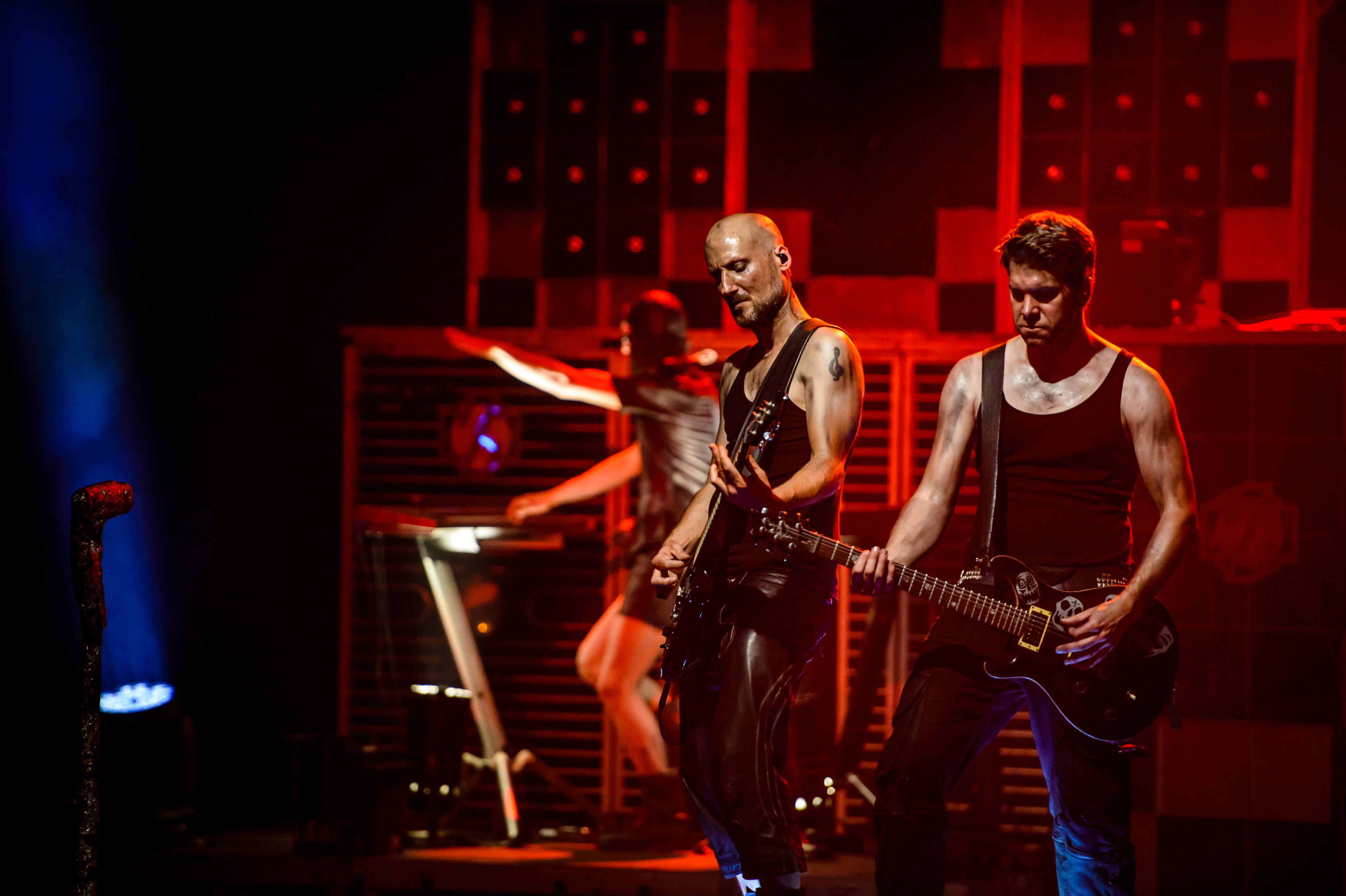
Björn Müller und Tobias Kaiser
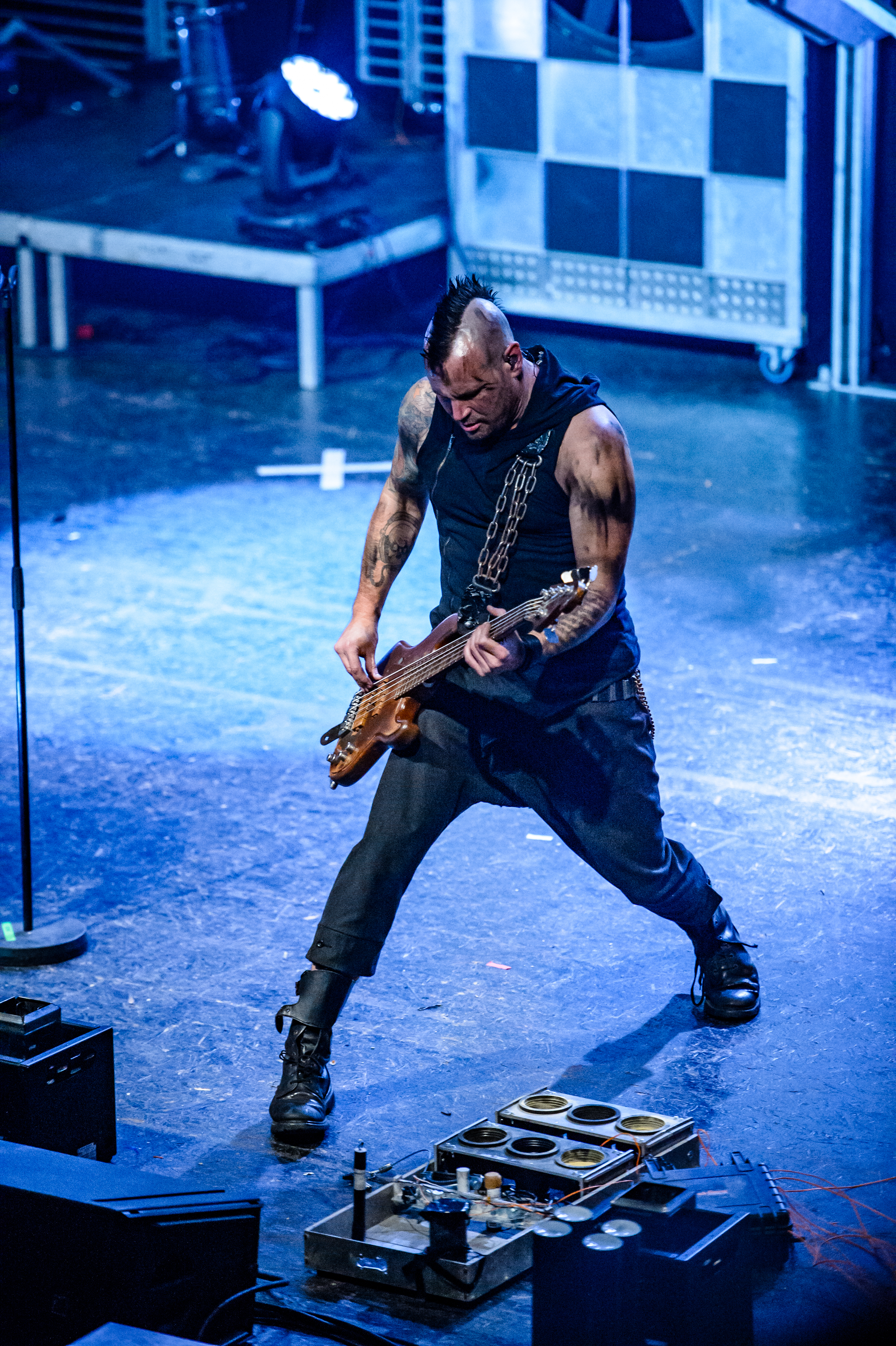
Tilmann Carbow
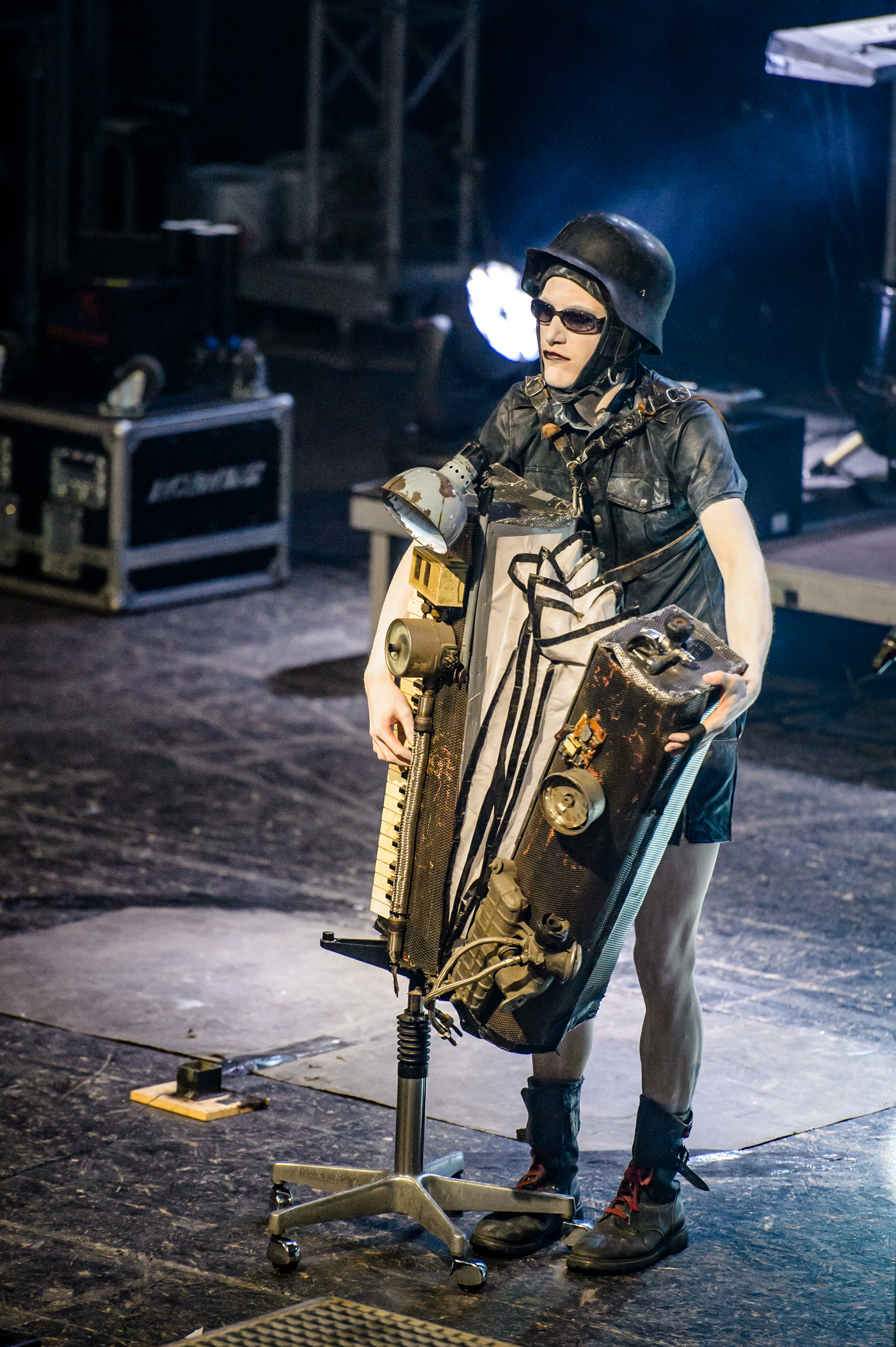
Andreas Schanowski
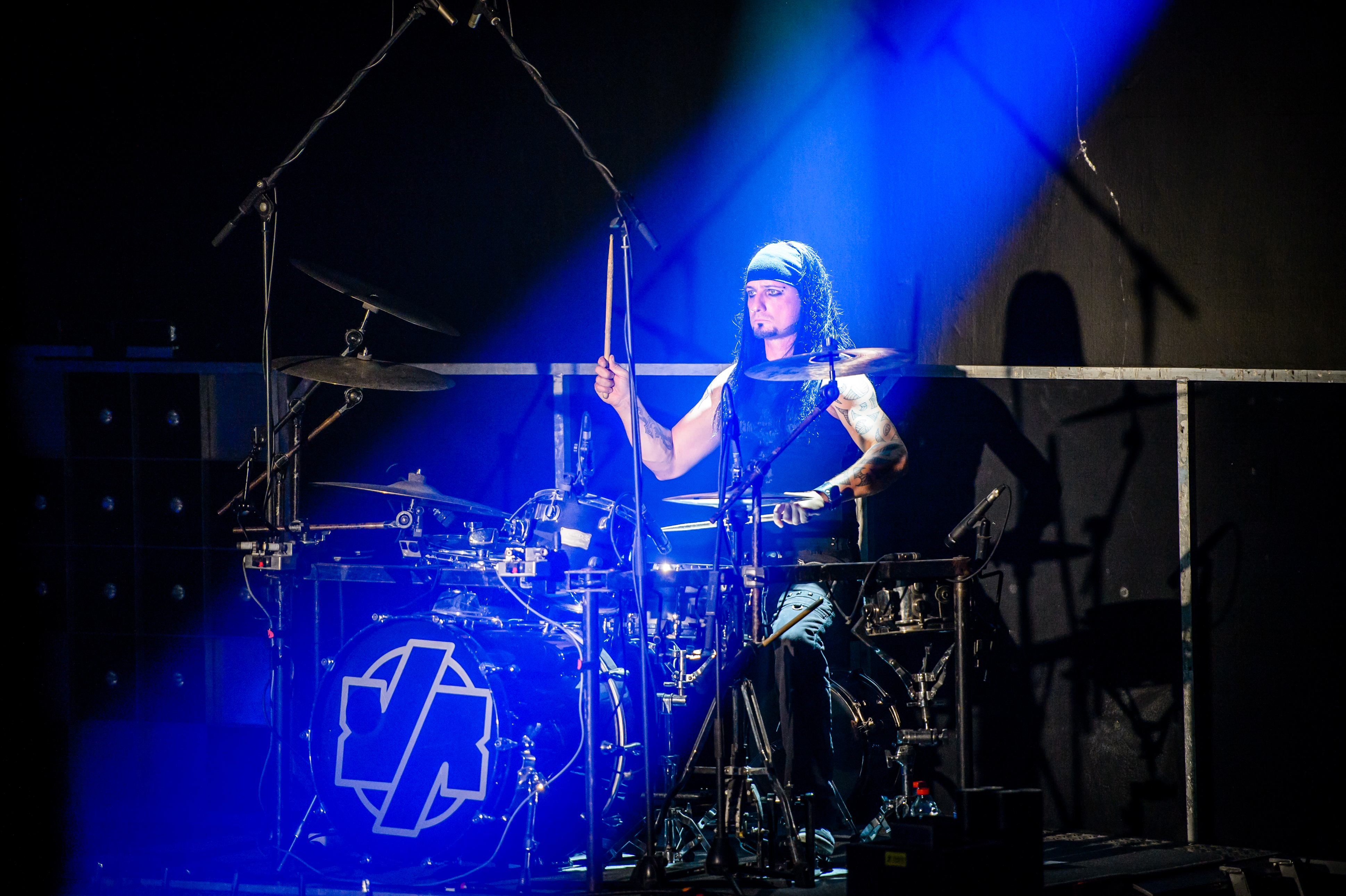
Dirk Oechsle

René Anlauff betreibt hauptberuflich ein Tonstudio. Er ist mit der deutschen Rock- und Popsängerin Meike Anlauff verheiratet, die auch gelegentlich gesangliche Unterstützung für die Projekte ihres Mannes lieferte.
Tobias Kaiser studierte an der staatlichen Hochschule für Musik und darstellende Kunst in Mannheim Jazz und Populärmusik, mit dem Schwerpunkt auf Gitarrenmusik. Er ist ebenfalls Musiklehrer an der Modern Music School und verfügte bereits über Banderfahrung.

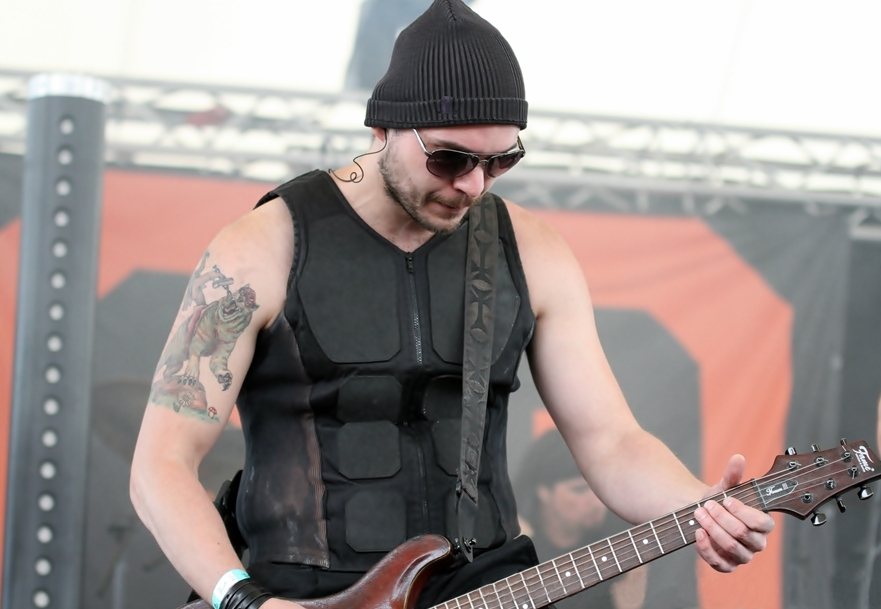
Marco Vetter

Marco Vetter war einst Gründungsmitglied von Völkerball und wechselte mit der Gründung zur Band Heldmaschine (2014 verließ er auch dieses Projekt). Seinen Platz als Gitarrist nahm Björn Müller ein. Müller studierte an der Modern Music Academy in Offenbach am Main. Beginnend ab 1999 besuchte er das Musicians Institute in Los Angeles. Von 2004 bis zur Auflösung 2007 war er Gitarrist bei Frameless. Danach gründete er das Instrumentaltrio Spitzbart. Müller arbeitet als Musikdozent an der New Music Academy in Offenbach und veröffentlicht DVDs über Improvisationskonzepte mit Gitarren.
Dirk Oechsle ist Schlagzeuger seit Kindesbeinen und erhielt 1997 sein Diplom an der Modern Music School. Seit 1998 arbeitet Oechsle als Dozent an verschiedenen Standorten der Musikschule, seit 2008 ist er Franchisenehmer dieses Schulkonzeptes und Leiter des Standorte Koblenz und Emmelshausen. Oechsle war Schlagzeuger der Band Frameless.
Carbow gibt Bass-Unterricht an der Musikschule Klangstation in Remagen. Gelegentlich begleitet er Sänger bei Live-Auftritten, wie das Gesangsduo Nica & Joe. Er arbeitet als Betreuer in einer Bonner Grundschule, wo er Projekte im Bereich Musik, Theater und Sport realisiert. Schanowski studiert zurzeit in Bonn.

## Stil

### Musik und Texte
Als Tribute-Band spielt Völkerball Lieder der Band Rammstein. Allerdings werden auf Konzerten ab und zu auch einige wenige Lieder des Parallelprojektes Heldmaschine gespielt.

### Bühnenshow

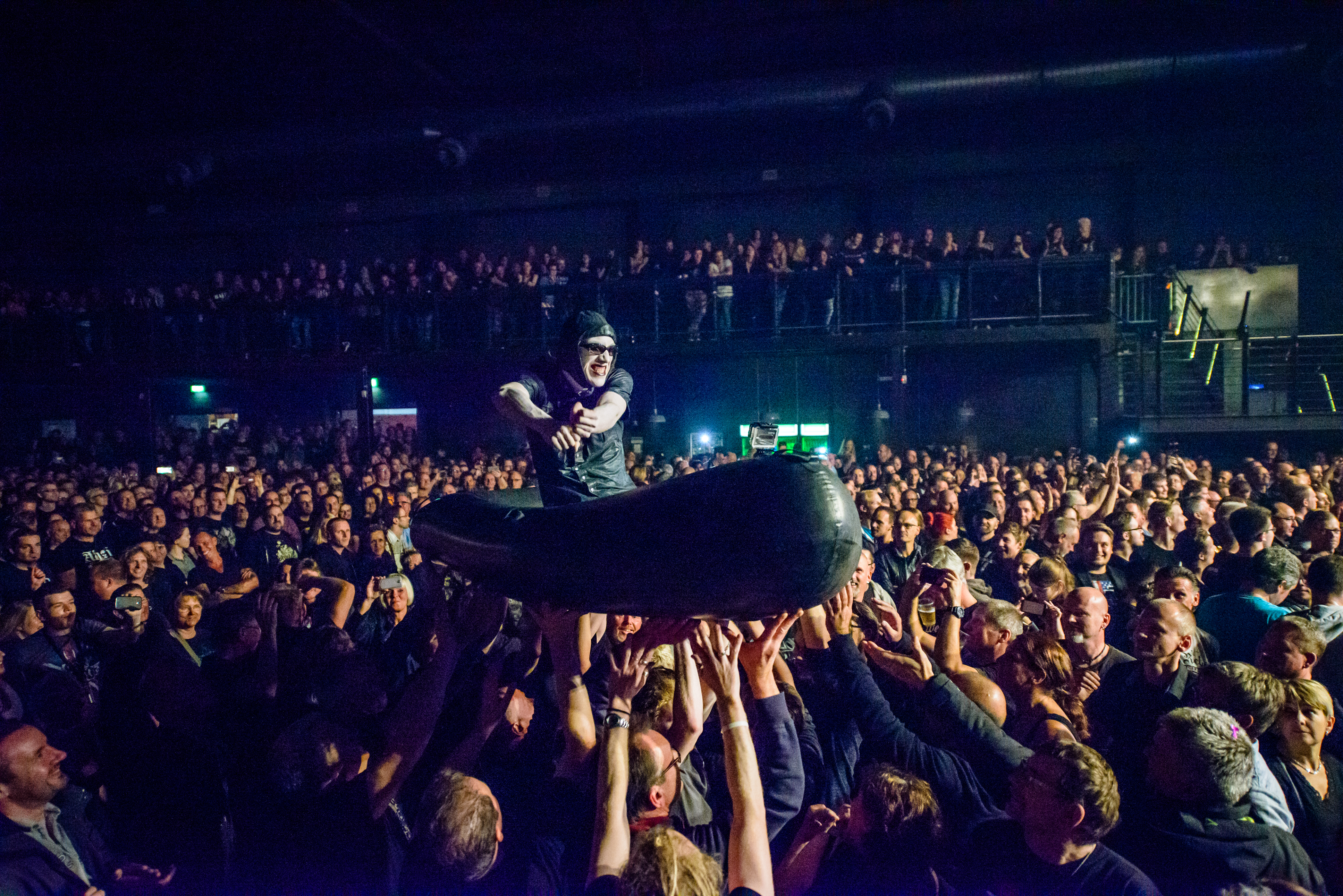
Andreas Schanowski im Schlauchboot zu Haifisch (2016)

Die Bühnenshow von Völkerball ist an die von Rammstein angelehnt: Zu Mein Herz brennt wird ein Herz symbolisch angezündet. Zum Lied Haifisch setzt sich ein Bandmitglied, meistens Andreas Schanowski, in ein Schlauchboot und lässt sich von den Zuschauern durch den Saal befördern. Bei der Bühnenshow zu Mein Teil ist Anlauff als Metzger mit einer blutverschmierten Fleischerschürze zu sehen; das Mikrofon trägt – analog zu Rammsteins Show – eine lange Messerklinge. Mit selbiger wird Keyboarder Schanowski von Anlauff über die Bühne gejagt, bis dieser sich in einen überdimensionalen Kochkessel setzt und – hier wird ebenfalls Rammstein zitiert – mit einem Flammenwerfer „gekocht“ wird. Zu Spieluhr hält Anlauff eine kleine Puppe in der Hand, die er symbolisch passend zum Text wiegt oder fallen lässt.

## Diskografie
- 2012: Weichen und Zunder (CD/MP3; MP Records / Soulfood, 6. April 2012, Produzent: Tom Dams) Re-Release 2014.